# Johan Ragnell
Johan Ragnell (Göteborg, 16 novembre 1969) è un ex calciatore svedese, di ruolo attaccante.

## Carriera

### Club
Inizia la carriera nell'IFK Göteborg senza riuscire a esordire, quindi si trasferisce al Västra Frölunda con cui esordisce in Allsvenskan nel 1992. Nel 1993 gioca ancora nella massima serie svedese, con l'Örgryte.
Nella stagione 1997-1998 gioca in Italia tra le file della Reggiana, con cui colleziona una sola presenza nel campionato di Serie B.

### Nazionale
Con la Nazionale svedese conta solo presenze a livello giovanile.